# عرقون جانبي الأزهار
عرقون جانبي الأزهار (الاسم العلمي:Euphrasia secundiflora) هو نوع غير مؤكد من النباتات يتبع جنس العرقون من الفصيلة الهالوكية.